# 西菊井町
西菊井町（にしきくいちょう）は、愛知県名古屋市西区の地名。

## 歴史

### 町名の由来
菊井町の西側に位置することによる。

### 沿革
- 1917年（大正6年）9月15日 - 西区菊井町・早苗町・南押切の各一部により、同区西菊井町が成立[3]。
- 1941年（昭和16年）10月14日 - 一部が西区菊ノ尾通に編入される[4]。
- 1981年（昭和56年）8月23日 - 西区菊井一丁目・菊井二丁目・押切一丁目・名駅二丁目にそれぞれ編入され消滅[3]。